# Tournecoupe
Tournecoupe é uma comuna francesa na região administrativa de Occitânia, no departamento de Gers. Estende-se por uma área de 18,95 km². Em 2010 a comuna tinha 268 habitantes (densidade: 14,1 hab./km²).